# روان (أبرومند)
روان (بالفارسية: روان) هي قرية تقع في إيران في قسم أبرومند الريفي. يقدر عدد سكانها بـ 1,236 نسمة .